# センパツ!
センパツ!は、文化放送のラジオ番組。
番組はナイターオフの帯番組とナイターシーズン中の埼玉西武ライオンズの試合がない場合の文化放送のみのローカル版と、土曜日・日曜日のNRNナイターの放送カードがない場合の週末ネット版とに分かれ、過去のナイター予備番組の経緯から、内容も大きく異なるが、一括掲載する。

## 平日版
2009年度のナイターオフ番組として、同年10月6日より放送されていた。2005年 - 2008年の4シーズン放送され、好評だった『竹内靖夫の電リク・ハローパーティー』から路線転換。音楽コーナーもあるものの、ニュース・情報をメインにしたワイド番組となる。日替わり女性パーソナリティに、同局スポーツアナウンサーがアシストで入り、同局の報道制作部記者陣も、解説などで加わる。ジングルは、JR東日本の発車メロディーや京急電鉄の電車がホームに入線する際に流れるメロディー（いわゆる接近メロディー）などが使われた。
2010年度のナイターシーズン中も、『文化放送ライオンズナイター』がない日に不定期で放送していた（ただし、「センパツ!スペシャル」の名義で、別の単発特番を放送した事があった）。
2010年ナイターオフは新たに『菅野しろうのアナログ情報バラエティ しろバラ』を立ち上げるため、平日版の放送は、2010年9月いっぱいで終了。2011年ナイターシーズンは、本番組の役割を『セットアップ』が引き継ぐことになり、ライオンズナイターのレインコート枠名も、2009年度以前の『ライオンズナイタースペシャル』に戻された。

### 放送時間
2009年 ナイターシーズンオフ
- 火 - 金曜 17:50 - 21:00

2010年 ナイターシーズン中
- 火 - 金曜 17:57 - 21:30（埼玉西武ライオンズの試合が中止・予定なし、もしくはデーゲームでの実施の日のみ）

月曜は元々、定時番組が編成されているため、原則として、放送されない。ただし、月曜でも、西武戦のナイターが組まれ、それが中止となった場合には、本番組が放送される。この場合、月曜の定時番組は、他の西武戦ナイターの予定のない曜日に移動する。

### 出演者
担当曜日は、2009年　ナイターシーズンオフ期のもの。
- センパツ・ガールズ（パーソナリティ）

（火曜）八木沼純子、（水曜）濱本りか、（木曜）吉田涙子、（金曜）野口綾子
- キャッチャー（パートナー）

（火・木曜）松島茂、（水・金曜）斉藤一美
八木沼、野口以外の4名は、文化放送アナウンサー（担当当時）。
2010年ナイターシーズン中は番組の性質上、出演者は固定されていないが、上記6名は不定期ながら、引き続き登場した。濱本は結婚退社に伴い、2010年7月9日を最後に降板した。
なお、本番組の木曜パーソナリティだった吉田は現在放送中の「夕やけ寺ちゃん 活動中」に「文化放送ネットショップ」のコーナープレゼンターとして出演しており、火・木曜パートナーの松島と、水・金曜パートナーの斉藤も同じく「夕焼け寺ちゃん」内で放送中の「ライオンズエキスプレス」のコーナーに、不定期で出演していた。また、金曜パーソナリティの野口は「岩本勉のまいどスポーツ」に、濱本の後任として、2010年10月10日～2011年4月3日まで出演していた。

### タイムテーブル
2009年ナイターシーズンオフ期のもの
- 17:50：オープニング
- 18:00：文化放送ニュース

18時台のみ、放送日当日に起こった政治、経済、事件について、文化放送報道部記者がわかりやすく説明する、ニュース解説のコーナーがある。
- 18:10：文化放送 ネットショップ
- 18:15：ライオンズエキスプレス
- 18:25：文化放送天気予報、交通情報
- 18:30：ミュージックギフト〜音楽・地球号
- 19:00：文化放送ニュース
- 19:05：センパツ・ガールズのラジオブログ
- 19:17：ウェルカム スタジアム
- 19:28：文化放送 ネットショップ
- 19:33：文化放送天気予報、交通情報
- 19:35：情報満載スタジアム
  - 火曜：東京散歩道
  - 水曜：ニッポンB級 味巡り
  - 木曜：弁護士中田のタイムリートーク
  - 金曜：シルクと綾子のべっぴん塾
- 20:00：文化放送ニュース
- 20:05：スポーツ情報
- 20:22：文化放送交通情報
- 20:25：興味津々スタジアム
  - 火曜：センパツ! データバンク
  - 水曜：水曜日は健康気分
  - 木曜：週刊 ルーズニュース
  - 金曜：あさってに向かって走れ
- 20:39：イブニング ミュージックタイム
- 20:49：文化放送天気予報、交通情報
- 20:52：エンディング

### 内包番組
- ライオンズエキスプレス（月-金曜18:15-18:25）
- ミュージックギフト〜音楽・地球号（月-金曜18:30-19:00）

### 2010年度ナイターシーズン中の平日版放送日
1. 2010年5月4日（火）（FRIDAY SUPER COUNTDOWN50スペシャル 第1夜）
2. 2010年5月5日（水）（FRIDAY SUPER COUNTDOWN50スペシャル 第2夜）
3. 2010年5月6日（木）（吉田涙子アナと松島茂アナの担当。TRICKスペシャル）
4. 2010年5月11日（火）（八木沼純子と斉藤一美アナの担当）
5. 2010年5月14日（金）（野口綾子と斉藤一美アナの担当）
6. 2010年5月20日（木）（濱本りかアナと松島アナの担当）
7. 2010年6月3日（木）（八木沼純子と松島アナの担当で、19:00までの短縮放送）
8. 2010年6月8日（火）（野口綾子と斉藤一美アナの担当）
9. 2010年6月15日（火）（吉田涙子アナと斉藤一美アナの担当）
10. 2010年6月16日（水）（八木沼純子と松島アナの担当）
11. 2010年6月17日（木）（吉田涙子アナと斉藤一美アナの担当）
12. 2010年7月9日（金）（濱本りかアナと松島茂アナの担当で、19:00までの放送。※濱本アナの担当最終回）
13. 2010年7月30日（金）（野口綾子と斉藤一美アナの担当）
14. 2010年8月10日（火）（雨で、中継カードが中止となり、扇一平アナと松島アナの担当で、放送）
15. 2010年9月17日（金）（野口綾子と斉藤一美アナの担当で、21:00までの放送）
16. 2010年9月21日（火）（八木沼純子と松島アナの担当）
17. 2010年9月22日（水）（野口綾子と斉藤一美アナの担当）
18. 2010年9月24日（金）（八木沼純子と松島アナの担当）
19. 2010年9月28日（火）（吉田涙子と松島アナの担当。通常放送での「センパツ!」は、この日が最後）
20. 2010年9月30日（木）（ライオンズナイター感謝祭 3時間33分スペシャル）

## 土曜版
2010年度・2011年度に、それまでの『ビッグサウンズスペシャル』に代わり、『文化放送ホームランナイター』のレインコート番組として放送。NRNナイターが、文化放送の幹事で放送されているため、NRNナイターネット局でも放送される場合があった。
2010年からは、JRN全国中継の廃止により、NRN土曜ナイターが、JRN・NRNクロスネットの地方局にも配信される事になったため、ナイターシーズン初回などはスポーツ情報を中心とした生放送とした。
しかし、それ以外は吉田涙子アナの単独進行により『ビッグサウンズスペシャル』の内容を継承した形になることが多かった（尤も、2010年度は日程の関係でこのスタイルでの放送が土曜日に行われなかった）。吉田アナ単独進行の場合、18時台は「吉田涙子のミュージックセレクション」と題して最新の曲から懐かしの曲まで幅広く扱い、19時台は日替わりであるアーティスト1人（組）にスポットを当てた音楽特集を編成し、20時台は様々なテーマにちなんだ音楽を流すという構成であり、『ビッグサウンズスペシャル』から殆ど変化はなかった。1時間毎にお別れの挨拶の後、時報を挟んで再度開始の挨拶をする形になっており、19時・20時での飛び乗り・飛び降りも想定した作りになっていた（雨天コールドゲームや、17時開始の薄暮試合が20時以前に終了した場合といった事例を想定したものと思われる）。大阪地区のネット局変更などの事情を踏まえて、名義のみ平日の『センパツ!』に合わせた形といえる。
なお、文化放送のみ20時前にスポットニュースを挿入していた（『ホームランナイタープロローグ』担当のアナウンサーが読み上げる）。
『センパツ!』が『セットアップ』に変わった2011年度も引き続き日曜ともども『センパツ!』のタイトルで放送されたが、2012年は週末のレインコートプロのタイトルも『セットアップ』に統一されることになり、『センパツ!』のタイトルは完全に消滅した。

### 放送時間
- 土曜 17:57〜21:00（当日のプロ野球が、全試合　デーゲーム。または、一試合も行われなかった場合のみ）
  - 以上は文化放送での放送時間。開始時間が17:57とあるが、実際は提供読みから始まり、CMを挟んで『ホームランナイタープロローグ』担当のアナウンサーが同番組で伝え切れなかったスポーツ等の話題を伝えた後、18時の時報と同時に本編が開始される。

### ネット局
2011年時点。
- 文化放送（制作・幹事局）
- STVラジオ
- 山形放送
- ラジオ福島
- 茨城放送
- 新潟放送
- 信越放送
- 北日本放送
- 福井放送
- 山口放送
- 高知放送

以下の2局は中継予定カードが予備も含めて中止の場合のみ放送で、元々中継カードの設定がない場合は原則放送しない。
- 東海ラジオ（2010年は中継カードがない場合も放送していた）
- 朝日放送（ただし、7-9月期は中継カードの設定がない場合も放送する。この場合でも不定期に自社制作番組に差し替えることがある）

不定期ネット
- 九州朝日放送（NRN土曜ナイター自体は定時放送しているが、2011年度は全試合中止またはナイターなしの場合に自社制作番組『VERO②VA』を拡大して対応することが殆どであり、本番組の放送は稀である。2010年度は原則本番組を放送していた）

なお、東北放送と中国放送は、土・日ナイター中継が対戦カードやネット局対応で不定期にNRNでのネット送受となるものの、中継予定カードが中止になった場合、予備カードの補充をせずに通常編成の定時番組を放送するため、『センパツ!』は原則としてネットしない。

### 過去のネット局
いずれも2010年度のみネット。
- 静岡放送（2011年度はTBSラジオ制作のワイド番組にネットチェンジした）
- 南海放送（2011年度は自社制作番組に変更）
- 大分放送（2011年度はナイターオフ編成時の自社制作番組を継続）

### 放送された日
2010年度
1. 2010年4月10日（かつてのプロ野球ホットラインのような構成。大塚光二・野口綾子・松島茂アナが担当）
2. 2010年6月19日（サッカースペシャル。サッカーW杯「日本対オランダ」の前座番組として20:10まで放送。パーソナリティは、長谷川太が担当した）

2011年度
1. 2011年4月9日（プロ野球開幕直前スペシャル。大塚光二・野口綾子・菅野詩朗アナが担当）
2. 2011年4月30日（田中好子追悼特番『ありがとうスーちゃん、ありがとうキャンディーズ』。パーソナリティは吉田照美・吉田涙子アナ・伊東四朗）
3. 2011年5月14日（吉田涙子アナ単独進行）
4. 2011年5月21日（吉田涙子アナ単独進行。19時台の特集は「吉田アナの人生思い出ソングベスト10」、20時台のテーマは「春夏秋冬」）
5. 2011年6月25日（吉田涙子アナ単独進行。19時台の特集は「ディープ・パープル」）
6. 2011年7月23日（日曜の『サンデープレミアム』枠で過去3回、関東ローカルで放送された『もっとニッポニア! もっとジャパン! のうた』の第4回。ライオンズの過密日程の影響で日曜の枠が確保できず、この枠で全国放送）
7. 2011年9月25日（吉田涙子アナ単独進行。19時台の特集は「スティング」、20時台のテーマは「スポーツ&アウトドア」）

| 文化放送 ホームランナイター（土曜NRNナイター） レインコートプロ | 文化放送 ホームランナイター（土曜NRNナイター） レインコートプロ | 文化放送 ホームランナイター（土曜NRNナイター） レインコートプロ                   |
| 前番組                                                          | 番組名                                                          | 次番組                                                                            |
| --------------------------------------------------------------- | --------------------------------------------------------------- | --------------------------------------------------------------------------------- |
| ビッグサウンズスペシャル                                        | センパツ! （特番枠「センパツ!スペシャル」の場合あり）           | SET UP!! （特番枠「SET UPスペシャル」の場合あり） ※文化放送では2019年以降放送なし |

## 日曜版
土曜版同様、2010年度・2011年度に『ビッグサウンズスペシャル』に代わる『文化放送ホームランナイター』のレインコート番組として放送。土曜とは対照的に、NRN日曜ナイターはカードに関係する球団の地元局しかネットしない状態（7-9月期のみ、ABCラジオが定時放送）となっており、レインコート枠も、殆どの週で、関東ローカルとなった。そのため、平日版や土曜版とは異なり、関東ローカルでの放送を前提に、事実上の単発特番枠として編成されていた。これは、ABCラジオにネットされた場合も例外ではなかった。
ただし、中継予定のカードが予備も含めて中止となった場合は土曜版同様に吉田涙子アナの単独進行バージョンになることが想定されており、元々中継カードがない週でも、18時台の「吉田涙子のミュージックセレクション」のみの1時間バージョンを放送して、19時台から単発特番というパターンもあった。
2011年度は、前年度の実情に即し、当初からナイター放送の予定がない場合は単発特番枠『文化放送サンデープレミアム』として放送されることになり、文化放送における日曜版『センパツ!』は中継予定のカードが予備も含めて中止となった場合のみの放送となる。また、前述のように7-9月はABCラジオが定時で日曜ナイターの枠を取る為、阪神の試合を含めた全試合がデーゲームで開催され、かつナイター枠にABCが自社制作番組を編成しない場合に限り、土曜版に準じた吉田涙子アナの単独進行による『センパツ!』を文化放送からABC向けに裏送りする形で放送していた（実質的には阪神戦デーゲームのクッション的な位置づけとなり、阪神戦の終了時間によっては開始時間が遅延し、その分だけ冒頭部を削っての放送となることが想定されたが、実際には発生しなかった。また、吉田アナ単独進行版自体が、土・日共通の雨傘番組として事前収録されたものであるため、ABCラジオ向けの放送であるという強調はなされない）。

### 放送時間
- 日曜 17:57〜21:00（2010年度は当日のプロ野球が、全試合　デーゲーム。または、一試合も行われなかった場合のみ。2011年度は中継予定カードが全て中止の場合のみ）
  - 以上は文化放送での放送時間。吉田アナ単独進行版だと本編は18時開始であるが、2010年度の単発企画放送時はこの限りではなかった。

### ネット局
- 文化放送（制作・幹事局）
- 朝日放送（4-6月期は中継予定カードが予備も含めて中止の場合のみ放送。2010年は9月12日のみ。2011年度は7-9月期のナイター開催なしの場合、文化放送からの裏送りによる単独放送）
- 東海ラジオ（中継予定カードが予備も含めて中止の場合のみ放送が想定されるが、2010年度のネット実績はない）

なお上記3局以外で日曜日に地元球団の試合中継を組むことがあるSTVラジオ・東北放送・中国放送・九州朝日放送の4局は、中継予定カードが中止になった場合に予備カードの補充をせず、中国放送のみJRNラインに準じた編成による番組、それ以外の3局は通常編成の定時番組を放送するため、原則としてネットしない。

### 放送された日
2010年度
1. 2010年4月11日（AKB48 明日までもうちょっと。のスペシャル拡大版「AKB48 日曜ももうちょっと。」を放送）
2. 2010年4月18日（吉田涙子アナ単独進行版1時間バージョンに続いて、単発特番2本）
3. 2010年4月25日（徳永英明Vocalistスペシャル 〜時の流れに身をまかせ〜）
4. 2010年5月9日（吉田涙子アナ単独進行版1時間バージョンに続いて、報道特番「金メダリストの子どもたち 〜父の情熱 母の青春〜」、「武田鉄矢スペシャル 言葉の力×ラジオのチカラ 『あいうえお』から始めよう!」）
5. 2010年6月6日（徳永英明Vocalistスペシャル〜時の流れに身をまかせ〜）
6. 2010年6月13日（加山雄三 未来（あした）へ続く航海（セーリング））
7. 2010年6月20日（西寺郷太 マイケル・ジャクソンの歴史 PART1、父の日スペシャルさだまさし親父の一番エライ日）
8. 2010年6月27日（談志なう、西寺郷太マイケル・ジャクソンの歴史 PART2、こむちゃっとカウントダウン放送400回記念特番「こむちゃプレミアム」〜21:30）
9. 2010年7月4日（岡林信康スペシャル〜INTRODUCTION〜、浜松町うたごえ喫茶パーティ、報道スペシャル）
10. 2010年7月25日（オールスターゲームの予備日であったため、中継予定試合中止と同じ扱いとなり、吉田涙子アナ単独進行版を3時間フルバージョンで放送。2010年度では土曜日も含めて唯一）※ABCは『赤星と次郎のオーライオーライ』、東海ラジオは『サンデー・マカロン』に差し替え。
11. 2010年9月12日（ももいろクローバーのももちゃんラジオ、フレンチ・キスのKISS!×3）※ABCラジオにもネットされたが、18:05〜飛び乗り。

2011年度
1. 2011年7月10日（吉田涙子アナ単独進行版を、ABCラジオ向けの裏送りとして放送。阪神戦が17時までに終わったため3時間フルバージョンとなった。19時台の特集は「石井竜也」、20時台のテーマは「宇宙」）
2. 2011年7月24日（吉田涙子アナ単独進行版を、ABCラジオ向けの裏送りとして放送。オールスターゲームが16時30分までに終わったため3時間フルバージョンとなった。19時台は「ガールズKポップ・2トップ特集」と題してKARAと少女時代を取り上げた。20時台のテーマは「水」）
3. 2011年9月26日（吉田涙子アナ単独進行版を、ABCラジオ向けの裏送りとして放送。阪神戦が17時25分までに終わったため、一つ前の番組を短縮のうえ、3時間フルバージョンとなった。19時台はR&B特集、20時台のテーマは「和めるかなぁ」）

| 文化放送 ホームランナイター（日曜NRNナイター） レインコートプロ | 文化放送 ホームランナイター（日曜NRNナイター） レインコートプロ        | 文化放送 ホームランナイター（日曜NRNナイター） レインコートプロ                                    |
| 前番組                                                          | 番組名                                                                 | 次番組                                                                                             |
| --------------------------------------------------------------- | ---------------------------------------------------------------------- | -------------------------------------------------------------------------------------------------- |
| ビッグサウンズスペシャル                                        | センパツ! （「センパツ!スペシャル」→「サンデープレミアム」の場合あり） | SET UP!! （「サンデープレミアム」→「SET UPスペシャル」の場合あり） ※文化放送では2013年以降放送なし |